# Kristiansund Ballklubb 2021
Questa voce raccoglie le informazioni riguardanti il Kristiansund Ballklubb nelle competizioni ufficiali della stagione 2021.

## Stagione
Il Kristiansund BK ha affrontato il campionato 2021 a seguito del 5º posto arrivato nella stagione precedente. La squadra ha chiuso l'annata al 6º posto finale, mentre l'avventura nel Norgesmesterskapet è terminata al terzo turno, con l'eliminazione subita per mano del KFUM Oslo.
Il calciatore più utilizzato in stagione è stato Sean McDermott, a quota 32 presenze. Bendik Bye e Torgil Øwre Gjertsen sono stati invece i migliori marcatori, con 8 reti realizzate tra campionato e coppa.

## Maglie e sponsor
Lo sponsor tecnico per la stagione 2021 è stato Macron, mentre lo sponsor ufficiale è stato SpareBank 1 Nordmøre. La divisa casalinga era composta da un completo blu scuro, con inserti bianchi. Quella da trasferta era invece completamente bianca, con rifiniture di coloro blu scuro.
| Casa | Trasferta |

## Rosa
| N. |                     | Ruolo | Calciatore                  |
| -- | ------------------- | ----- | --------------------------- |
| 1  | Irlanda (bandiera)  | P     | Sean McDermott              |
| 2  | Norvegia (bandiera) | D     | Snorre Strand Nilsen        |
| 3  | Norvegia (bandiera) | D     | Christoffer Aasbak          |
| 5  | Norvegia (bandiera) | D     | Dan Peter Ulvestad          |
| 6  | Norvegia (bandiera) | C     | Andreas Hopmark             |
| 7  | Norvegia (bandiera) | C     | Jesper Isaksen              |
| 7  | Norvegia (bandiera) | C     | Olaus Skarsem               |
| 8  | Norvegia (bandiera) | C     | Sander Kartum               |
| 9  | Albania (bandiera)  | A     | Agon Muçolli                |
| 10 | Svezia (bandiera)   | C     | Liridon Kalludra            |
| 11 | Norvegia (bandiera) | A     | Moses Mawa                  |
| 11 | Kosovo (bandiera)   | A     | Flamur Kastrati             |
| 12 | Svezia (bandiera)   | P     | Elias Hadaya                |
| 13 | Norvegia (bandiera) | A     | Bendik Bye                  |
| 15 | Norvegia (bandiera) | D     | Erlend Sivertsen            |
| 16 | Norvegia (bandiera) | D     | Ivar Furu                   |
| 17 | Islanda (bandiera)  | A     | Brynjólfur Darri Willumsson |
| 18 | Norvegia (bandiera) | C     | Amin Askar                  |

| N. |                        | Ruolo | Calciatore            |
| -- | ---------------------- | ----- | --------------------- |
| 19 | Senegal (bandiera)     | D     | Aliou Coly            |
| 20 | Stati Uniti (bandiera) | A     | Lagos Kunga           |
| 21 | Senegal (bandiera)     | C     | Amidou Diop           |
| 22 | Norvegia (bandiera)    | D     | Bent Sørmo            |
| 23 | Norvegia (bandiera)    | C     | Pål Erik Ulvestad     |
| 25 | Norvegia (bandiera)    | A     | Torgil Øwre Gjertsen  |
| 26 | Norvegia (bandiera)    | D     | Max Williamsen        |
| 29 | Camerun (bandiera)     | A     | Faris Moumbagna       |
| 30 | Senegal (bandiera)     | P     | Serigne Mor Mbaye     |
| 31 | Norvegia (bandiera)    | A     | Leander Alvheim       |
| 33 | Norvegia (bandiera)    | A     | Awet Ermias Alemseged |
| 34 | Norvegia (bandiera)    | D     | Johannes Wiig         |
| 35 | Norvegia (bandiera)    | D     | Isak Hagen Aalberg    |
| 36 | Norvegia (bandiera)    | D     | Bendik Brevik         |
| 37 | Norvegia (bandiera)    | C     | Oskar Sivertsen       |
| 38 | Norvegia (bandiera)    | A     | Marius Weidel         |
| 39 | Norvegia (bandiera)    | C     | Heine Bruseth         |
| 40 | Norvegia (bandiera)    | P     | Adrian Sæther         |

## Calciomercato

### Sessione invernale(dal 15/01 al 24/03)
| Arrivi           | Arrivi                      | Arrivi          | Arrivi        |
| R.               | Nome                        | da              | Modalità      |
| ---------------- | --------------------------- | --------------- | ------------- |
| P                | Serigne Mor Mbaye           | HamKam          | fine prestito |
| D                | Erlend Sivertsen            | Tromsø          | fine prestito |
| D                | Snorre Strand Nilsen        |                 | svincolato    |
| C                | Sander Kartum               | Stjørdals-Blink | definitivo    |
| A                | Agon Muçolli                | Fredericia      | definitivo    |
| A                | Brynjólfur Darri Willumsson | Breiðablik      | definitivo    |
| Altre operazioni |                             |                 |               |
| R.               | Nome                        | da              | Modalità      |
| A                | Sander Lille-Løvø           | Levanger        | fine prestito |

| Partenze | Partenze              | Partenze   | Partenze      |
| R.       | Nome                  | a          | Modalità      |
| -------- | --------------------- | ---------- | ------------- |
| P        | Eirik Holmen Johansen | Brann      | fine prestito |
| D        | Christophe Psyché     |            | svincolato    |
| C        | Kjetil Holand Tøsse   |            | svincolato    |
| C        | Sondre Sørli          | Bodø/Glimt | definitivo    |
| A        | Sander Lille-Løvø     | Brattvåg   | prestito      |
| A        | Amahl Pellegrino      | Damac      | definitivo    |

### Sessione primaverile(dal 29/04 al 12/05)
| Arrivi | Arrivi               | Arrivi      | Arrivi     |
| R.     | Nome                 | da          | Modalità   |
| ------ | -------------------- | ----------- | ---------- |
| P      | Elias Hadaya         | Levanger    | definitivo |
| A      | Torgil Øwre Gjertsen | Wisła Płock | definitivo |

| Partenze | Partenze          | Partenze    | Partenze |
| R.       | Nome              | a           | Modalità |
| -------- | ----------------- | ----------- | -------- |
| P        | Serigne Mor Mbaye | Sogndal     | prestito |
| C        | Horenus Tadesse   | Sandnes Ulf | prestito |
| A        | Noah Solskjær     | Sogndal     | prestito |

### Tra la sessione primaverile e la sessione estiva
| Arrivi | Arrivi | Arrivi | Arrivi   |
| R.     | Nome   | da     | Modalità |
| ------ | ------ | ------ | -------- |

| Partenze | Partenze         | Partenze      | Partenze   |
| R.       | Nome             | a             | Modalità   |
| -------- | ---------------- | ------------- | ---------- |
| D        | Bent Sørmo       | Zulte Waregem | definitivo |
| C        | Ousseynou Diagne |               | svincolato |

### Sessione estiva(dal 01/08 al 31/08)
| Arrivi           | Arrivi          | Arrivi       | Arrivi        |
| R.               | Nome            | da           | Modalità      |
| ---------------- | --------------- | ------------ | ------------- |
| C                | Jesper Isaksen  | Stabæk       | definitivo    |
| C                | Lagos Kunga     |              | svincolato    |
| A                | Moses Mawa      | Strømsgodset | definitivo    |
| Altre operazioni |                 |              |               |
| R.               | Nome            | da           | Modalità      |
| C                | Horenus Tadesse | Sandnes Ulf  | fine prestito |

| Partenze | Partenze        | Partenze    | Partenze   |
| R.       | Nome            | a           | Modalità   |
| -------- | --------------- | ----------- | ---------- |
| C        | Olaus Skarsem   | Rosenborg   | definitivo |
| C        | Horenus Tadesse | Sandnes Ulf | definitivo |
| A        | Flamur Kastrati | Odd         | definitivo |
| A        | Faris Moumbagna | SønderjyskE | prestito   |

## Risultati

### Eliteserien

#### Girone di andata
| Arbitro: | Steen (Bergen) |

|                                     |           |  |
| Ulland Andersen 21’ Brynhildsen 32’ | Marcatori |  |

| Arbitro: | Amland (Bergen) |

|  |           |                       |
|  | Marcatori | 29’ Sørli 67’ Botheim |

| Arbitro: | S. Moen (Haugesund) |

|                 |           |                                   |
| Kjartansson 90’ | Marcatori | 41’ Strand Nilsen 56’ D. Ulvestad |

| Arbitro: | Hobber Nilsen (Oslo) |

|         |           |  |
| Bye 34’ | Marcatori |  |

| Arbitro: | S. Moen (Haugesund) |

|  |           |            |
|  | Marcatori | 76’ Kartum |

| Arbitro: | Hansen (Feda) |

|         |           |  |
| Bye 83’ | Marcatori |  |

| Arbitro: | Aslam |

|                        |           |  |
| Kartum 63’ Muçolli 90’ | Marcatori |  |

| Arbitro: | Hansen Grøtta |

|                                          |           |  |
| Desler 63’ Wadji 71’ Sandberg 90’ (rig.) | Marcatori |  |

| Arbitro: | Hagenes (Flaktveit) |

|                   |           |           |
| Øwre Gjertsen 38’ | Marcatori | 16’ Sveen |

| Tromsø 30 giugno 2021, ore 18:00 10ª giornata | Tromsø          | 0 – 0 referto | Kristiansund BK | Alfheim Stadion (1.574 spett.)\| Arbitro: \| Saggi (Drammen) \| |
| Arbitro:                                      | Saggi (Drammen) |               |                 |                                                                 |

| Arbitro: | Eskås (Oslo) |

|                                           |           |                         |
| Muçolli 57’ Øwre Gjertsen 61’ Hopmark 76’ | Marcatori | 10’ Rasmussen 68’ Bamba |

| Arbitro: | S. Moen (Haugesund) |

|               |           |  |
| Islamović 15’ | Marcatori |  |

| Arbitro: | Hagen (Grue) |

|                                 |           |  |
| Aasbak 56’ Fjeldskår 89’ (aut.) | Marcatori |  |

| Arbitro: | Eskås (Oslo) |

|                               |           |                           |
| Tripić 9’, 80’ Sebulonsen 17’ | Marcatori | 35’ Strand Nilsen 88’ Bye |

| Arbitro: | Hagenes (Flaktveit) |

|                                                                          |           |             |
| Strand Nilsen 30’ Bye 39’ (rig.) Muçolli 48’ Kartum 55’ O. Sivertsen 89’ | Marcatori | 28’ Høyland |

#### Girone di ritorno
| Arbitro: | C. Moen |

|                                 |           |  |
| Pellegrino 61’, 67’, 78’ (rig.) | Marcatori |  |

| Arbitro: | Hobber Nilsen (Oslo) |

|                      |           |  |
| Mawa 58’ Muçolli 59’ | Marcatori |  |

| Arbitro: | Amland (Bergen) |

|             |           |                         |
| Tokstad 54’ | Marcatori | 20’ (rig.) Bye 90’ Coly |

| Arbitro: | Hansen Grøtta |

|                                               |           |                         |
| Kartum 9’ Øwre Gjertsen 76’ Strand Nilsen 88’ | Marcatori | 22’ Hansen 50’ Sandberg |

| Arbitro: | Hagen (Grue) |

|                                                 |           |              |
| D. Ulvestad 19’ (aut.) Strand 78’ Rasmussen 90’ | Marcatori | 42’ Kalludra |

| Arbitro: | Steen (Bergen) |

|                  |           |  |
| Strand Nilsen 9’ | Marcatori |  |

| Lillestrøm 16 ottobre 2021, ore 18:00 22ª giornata | Lillestrøm   | 0 – 0 referto | Kristiansund BK | Åråsen Stadion (5.652 spett.)\| Arbitro: \| Eskås (Oslo) \| |
| Arbitro:                                           | Eskås (Oslo) |               |                 |                                                             |

| Arbitro: | M. Smehus Kringstad |

|                   |           |                       |
| Strand Nilsen 90’ | Marcatori | 7’, 64’, 78’ Lindseth |

| Arbitro: | Skjerven (Kaupanger) |

|                                                          |           |  |
| Twum 37’ Olden Larsen 44’, 71’ Stokke 57’ K. Eriksen 83’ | Marcatori |  |

| Arbitro: | Aslam |

|              |           |               |
| Kalludra 17’ | Marcatori | 36’ Mikkelsen |

| Arbitro: | Saggi (Drammen) |

|                         |           |                                     |
| Wallem 1’ Lauritsen 64’ | Marcatori | 4’ Øwre Gjertsen 48’, 54’, 77’ Mawa |

| Arbitro: | Aslam |

|                                        |           |  |
| Solbakken 50’ Haugen 53’ Edvardsen 78’ | Marcatori |  |

| Arbitro: | Hagenes (Flaktveit) |

|                          |           |                                             |
| Bye 4’ Øwre Gjertsen 66’ | Marcatori | 41’ Løkberg 88’ (rig.) Berisha 90’ Bjørshol |

| Arbitro: | S. Smehus Kringstad (Oslo) |

|                                                |           |                               |
| Jónsson 31’ Ruud Tveter 39’ Næsbak Brenden 45’ | Marcatori | 54’ Øwre Gjertsen 78’ Isaksen |

| Arbitro: | Hansen Grøtta |

|                         |           |                       |
| Bye 66’ Mawa 81’ (rig.) | Marcatori | 78’ (aut.) Williamsen |

### Norgesmesterskapet
| Arbitro: | Halsen |

|                    |           |                                     |
| Myklebust 14’, 42’ | Marcatori | 61’, 110’, 119’ Willumsson 86’ Diop |

| Arbitro: | Hafsås (Trondheim) |

|                   |           |                                                             |
| Westby Bugten 81’ | Marcatori | 27’ O. Sivertsen 60’ Øwre Gjertsen 74’, 83’ Muçolli 90’ Bye |

| Arbitro: | Lien |

|                                           |           |                   |
| Svindland 16’ Sanyang 51’ (rig.) Njie 67’ | Marcatori | 17’ Øwre Gjertsen |

## Statistiche

### Statistiche di squadra
| Competizione       | Punti | In casa | In casa | In casa | In casa | In casa | In casa | In trasferta | In trasferta | In trasferta | In trasferta | In trasferta | In trasferta | Totale | Totale | Totale | Totale | Totale | Totale | DR |
| Competizione       | Punti | G       | V       | N       | P       | Gf      | Gs      | G            | V            | N            | P            | Gf           | Gs           | G      | V      | N      | P      | Gf     | Gs     | DR |
| ------------------ | ----- | ------- | ------- | ------- | ------- | ------- | ------- | ------------ | ------------ | ------------ | ------------ | ------------ | ------------ | ------ | ------ | ------ | ------ | ------ | ------ | -- |
| Eliteserien        | 46    | 15      | 10      | 2       | 3       | 27      | 16      | 15           | 4            | 2            | 9            | 14           | 30           | 30     | 14     | 4      | 12     | 41     | 46     | -5 |
| Norgesmesterskapet | -     | 0       | 0       | 0       | 0       | 0       | 0       | 3            | 2            | 0            | 1            | 10           | 6            | 3      | 2      | 0      | 1      | 10     | 6      | +4 |
| Totale             | -     | 15      | 10      | 2       | 3       | 27      | 16      | 18           | 6            | 2            | 10           | 24           | 36           | 33     | 16     | 4      | 13     | 51     | 52     | -1 |

### Andamento in campionato
| Giornata  | 1  | 2  | 3  | 4 | 5 | 6 | 7 | 8 | 9 | 10 | 11 | 12 | 13 | 14 | 15 | 16 | 17 | 18 | 19 | 20 | 21 | 22 | 23 | 24 | 25 | 26 | 27 | 28 | 29 | 30 |
| --------- | -- | -- | -- | - | - | - | - | - | - | -- | -- | -- | -- | -- | -- | -- | -- | -- | -- | -- | -- | -- | -- | -- | -- | -- | -- | -- | -- | -- |
| Luogo     | T  | C  | T  | C | T | C | C | T | C | T  | C  | T  | C  | T  | C  | T  | C  | T  | C  | T  | C  | T  | C  | T  | C  | T  | T  | C  | T  | C  |
| Risultato | P  | P  | V  | V | V | V | V | P | N | N  | V  | P  | V  | P  | V  | P  | V  | V  | V  | P  | V  | N  | P  | P  | N  | V  | P  | P  | P  | V  |
| Posizione | 14 | 15 | 12 | 8 | 5 | 2 | 2 | 4 | 4 | 5  | 3  | 5  | 3  | 4  | 3  | 5  | 4  | 3  | 3  | 4  | 3  | 3  | 5  | 5  | 6  | 5  | 5  | 6  | 7  | 6  |

Fonte:  Eliteserien 2021, su altomfotball.no, Altomfotball.
Legenda:

Luogo: C = Casa; T = Trasferta. Risultato: V = Vittoria; N = Pareggio; P = Sconfitta.

### Statistiche dei giocatori
| Giocatore           | Eliteserien | Eliteserien | Eliteserien | Eliteserien | Norgesmesterskapet | Norgesmesterskapet | Norgesmesterskapet | Norgesmesterskapet | Coppe europee | Coppe europee | Coppe europee | Coppe europee | Altre coppe | Altre coppe | Altre coppe | Altre coppe | Totale   | Totale | Totale      | Totale     |
| Giocatore           | Presenze    | Reti        | Ammonizioni | Espulsioni  | Presenze           | Reti               | Ammonizioni        | Espulsioni         | Presenze      | Reti          | Ammonizioni   | Espulsioni    | Presenze    | Reti        | Ammonizioni | Espulsioni  | Presenze | Reti   | Ammonizioni | Espulsioni |
| ------------------- | ----------- | ----------- | ----------- | ----------- | ------------------ | ------------------ | ------------------ | ------------------ | ------------- | ------------- | ------------- | ------------- | ----------- | ----------- | ----------- | ----------- | -------- | ------ | ----------- | ---------- |
| C. Aasbak           | 17          | 1           | 1           | 0           | 3                  | 0                  | 0                  | 0                  |               |               |               |               |             |             |             |             | 20       | 1      | 1           | 0          |
| L. Alvheim          | 0           | 0           | 0           | 0           | 0                  | 0                  | 0                  | 0                  |               |               |               |               |             |             |             |             | 0        | 0      | 0           | 0          |
| A. Askar            | 18          | 0           | 1           | 0           | 2                  | 0                  | 0                  | 0                  |               |               |               |               |             |             |             |             | 20       | 0      | 1           | 0          |
| B. Brevik           | 1           | 0           | 0           | 0           | 0                  | 0                  | 0                  | 0                  |               |               |               |               |             |             |             |             | 1        | 0      | 0           | 0          |
| H. Bruseth          | 0           | 0           | 0           | 0           | 1                  | 0                  | 0                  | 0                  |               |               |               |               |             |             |             |             | 1        | 0      | 0           | 0          |
| B. Bye              | 26          | 7           | 0           | 0           | 2                  | 1                  | 0                  | 0                  |               |               |               |               |             |             |             |             | 28       | 8      | 0           | 0          |
| A. Coly             | 28          | 1           | 4           | 0           | 3                  | 0                  | 0                  | 0                  |               |               |               |               |             |             |             |             | 31       | 1      | 4           | 0          |
| A. Diop             | 27          | 0           | 2           | 0           | 1                  | 1                  | 0                  | 0                  |               |               |               |               |             |             |             |             | 28       | 1      | 2           | 0          |
| A. Ermias Alemseged | 0           | 0           | 0           | 0           | 0                  | 0                  | 0                  | 0                  |               |               |               |               |             |             |             |             | 0        | 0      | 0           | 0          |
| I. Furu             | 2           | 0           | 0           | 0           | 0                  | 0                  | 0                  | 0                  |               |               |               |               |             |             |             |             | 2        | 0      | 0           | 0          |
| E. Hadaya           | 1           | -1          | 0           | 0           | 1                  | -2                 | 1                  | 0                  |               |               |               |               |             |             |             |             | 2        | -3     | 1           | 0          |
| I. Hagen Aalberg    | 0           | 0           | 0           | 0           | 0                  | 0                  | 0                  | 0                  |               |               |               |               |             |             |             |             | 0        | 0      | 0           | 0          |
| A. Hopmark          | 28          | 1           | 1           | 0           | 3                  | 0                  | 0                  | 0                  |               |               |               |               |             |             |             |             | 31       | 1      | 1           | 0          |
| J. Isaksen          | 17          | 1           | 4           | 0           | -                  | -                  | -                  | -                  |               |               |               |               |             |             |             |             | 17       | 1      | 4           | 0          |
| L. Kalludra         | 25          | 2           | 3           | 0           | 2                  | 0                  | 0                  | 0                  |               |               |               |               |             |             |             |             | 27       | 2      | 3           | 0          |
| S. Kartum           | 25          | 4           | 4           | 0           | 3                  | 0                  | 1                  | 0                  |               |               |               |               |             |             |             |             | 28       | 4      | 5           | 0          |
| F. Kastrati         | 9           | 0           | 2           | 0           | 1                  | 0                  | 0                  | 0                  |               |               |               |               |             |             |             |             | 10       | 0      | 2           | 0          |
| L. Kunga            | 1           | 0           | 0           | 0           | 1                  | 0                  | 0                  | 0                  |               |               |               |               |             |             |             |             | 2        | 0      | 0           | 0          |
| M. Mawa             | 15          | 5           | 1           | 0           | -                  | -                  | -                  | -                  |               |               |               |               |             |             |             |             | 15       | 5      | 1           | 0          |
| S. Mbaye            | 0           | 0           | 0           | 0           | -                  | -                  | -                  | -                  |               |               |               |               |             |             |             |             | 0        | 0      | 0           | 0          |
| S. McDermott        | 30          | -45         | 1           | 0           | 2                  | -4                 | 0                  | 0                  |               |               |               |               |             |             |             |             | 32       | -49    | 1           | 0          |
| F. Moumbagna        | 11          | 0           | 2           | 0           | 0                  | 0                  | 0                  | 0                  |               |               |               |               |             |             |             |             | 11       | 0      | 2           | 0          |
| A. Muçolli          | 26          | 4           | 3           | 0           | 3                  | 1                  | 0                  | 0                  |               |               |               |               |             |             |             |             | 29       | 5      | 3           | 0          |
| T. Øwre Gjertsen    | 28          | 6           | 3           | 0           | 3                  | 2                  | 1                  | 0                  |               |               |               |               |             |             |             |             | 31       | 8      | 4           | 0          |
| A. Sæther           | 0           | 0           | 0           | 0           | 0                  | 0                  | 0                  | 0                  |               |               |               |               |             |             |             |             | 0        | 0      | 0           | 0          |
| O. Skarsem          | 13          | 0           | 2           | 0           | 0                  | 0                  | 0                  | 0                  |               |               |               |               |             |             |             |             | 13       | 0      | 2           | 0          |
| B. Sørmo            | 5           | 0           | 1           | 0           | 0                  | 0                  | 0                  | 0                  |               |               |               |               |             |             |             |             | 5        | 0      | 1           | 0          |
| S. Strand Nilsen    | 28          | 6           | 4           | 0           | 3                  | 0                  | 0                  | 0                  |               |               |               |               |             |             |             |             | 31       | 6      | 4           | 0          |
| D. Ulvestad         | 21          | 1           | 3           | 0           | 1                  | 0                  | 0                  | 0                  |               |               |               |               |             |             |             |             | 22       | 1      | 3           | 0          |
| P. Ulvestad         | 20          | 0           | 4           | 0           | 3                  | 0                  | 0                  | 0                  |               |               |               |               |             |             |             |             | 23       | 0      | 4           | 0          |
| M. Weidel           | 0           | 0           | 0           | 0           | 0                  | 0                  | 0                  | 0                  |               |               |               |               |             |             |             |             | 0        | 0      | 0           | 0          |
| J. Wiig             | 0           | 0           | 0           | 0           | 0                  | 0                  | 0                  | 0                  |               |               |               |               |             |             |             |             | 0        | 0      | 0           | 0          |
| M. Williamsen       | 11          | 0           | 0           | 0           | 3                  | 0                  | 0                  | 0                  |               |               |               |               |             |             |             |             | 14       | 0      | 0           | 0          |
| B. Willumsson       | 20          | 0           | 4           | 0           | 2                  | 3                  | 0                  | 0                  |               |               |               |               |             |             |             |             | 22       | 3      | 4           | 0          |